# Alípio de Miranda Ribeiro
Alípio de Miranda Ribeiro (Rio Preto, 21 de fevereiro de 1874 - Rio de Janeiro, 8 de janeiro de 1939) foi um naturalista brasileiro. Foi o criador do primeiro serviço oceanográfico da América do Sul, a Inspetoria de Pesca (1911).

## Biografia
Nascido em Rio Preto, desde jovem interessou-se por História Natural e, na adolescência, traduziu para a língua portuguesa a obra do conde de Buffon.[carece de fontes?]
Mudou-se para o Rio de Janeiro, então capital do Império do Brasil, onde se matriculou na Faculdade de Medicina do Rio de Janeiro, não tendo chegado a concluir o curso. Em 1894 ingressou no Museu Nacional, com a função de preparador interino da 1ª Secção. Em 1897 foi nomeado naturalista-auxiliar, vindo a exercer os cargos de Secretário (1899), professor e chefe da Divisão de Zoologia (1929), função que exerceu até vir a falecer.[carece de fontes?]
Participou da Comissão Rondon e acompanhou a sua primeira expedição (1908-1910), oportunidade em que realizou valiosas observações e coleta de material, tendo aproveitado o percurso do Rio de Janeiro a Corumbá, para coletar material zoológico (1908). Theodore Roosevelt, ex-Presidente dos Estados Unidos, participou de uma dessas expedições juntamente com o Coronel Cândido Mariano Rondon (1865-1958), na que ficou conhecida como Expedição Roosevelt-Rondon.[carece de fontes?]
Exerceu o cargo de substituto da Secção de Zoologia (1910-1929), quando foi promovido a Professor-Chefe do mesmo.[carece de fontes?]
Em 1911, após ter visitado museus na Europa e nos Estados Unidos, e de ter estudado os seus programas de pesquisa, fundou a Inspetoria de Pesca, primeiro serviço oficial a dedicar-se ao setor, no Brasil. Foi seu primeiro diretor (1911-1912), ali tendo estabelecido um espaço museológico sobre a pesca, uma biblioteca especializada, seções técnicas de pesquisa e tendo operado um navio oceanográfico, o "José Bonifácio".[carece de fontes?]

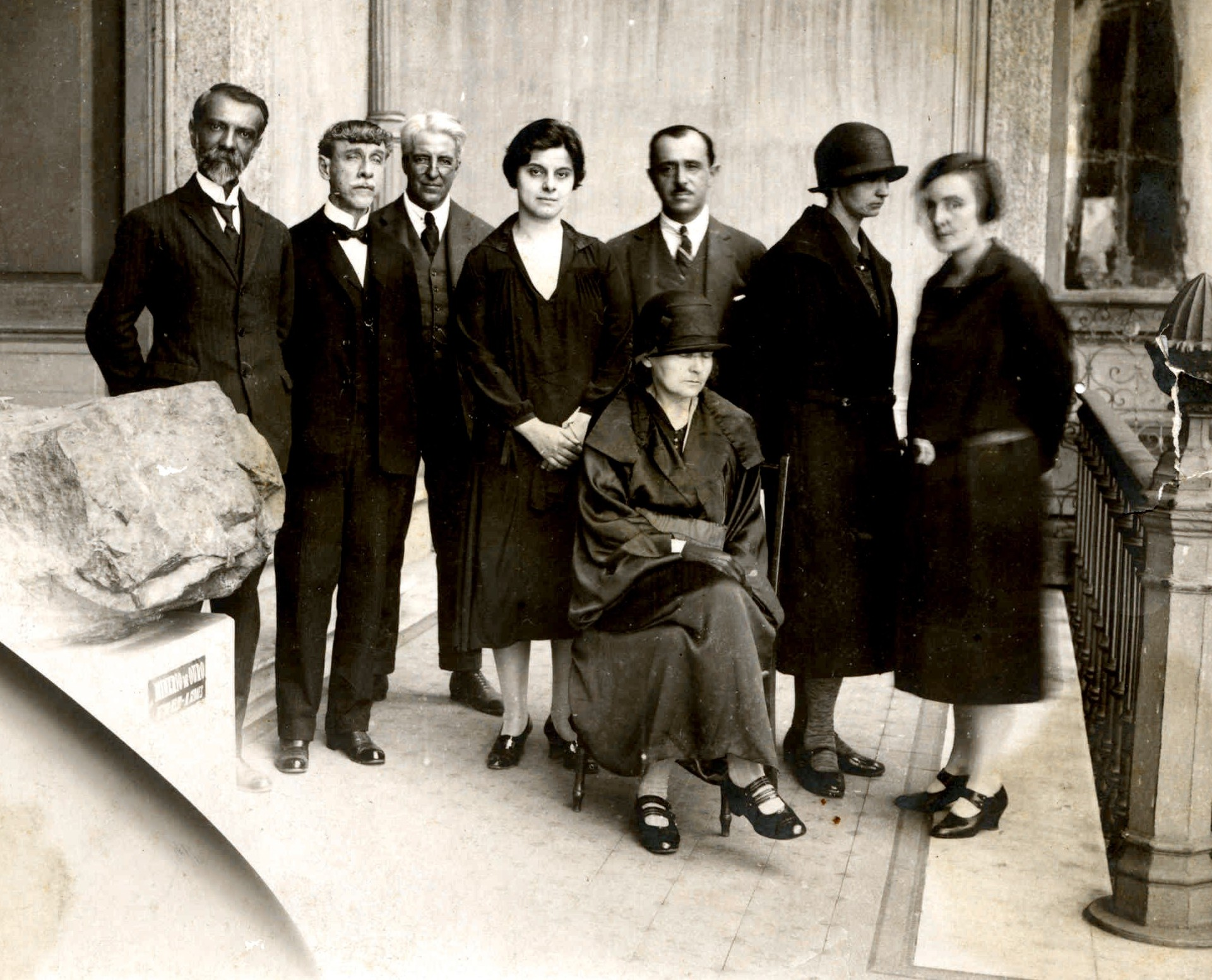
Miranda Ribeiro em 1926 (primeiro à esquerda), junto com cientistas que receberam Marie Curie no Museu Nacional

Foi membro fundador da Sociedade Brasileira de Ciências e produziu uma vasta obra com mais de 150 obras sobre vertebrados e invertebrados da fauna brasileira, além de outros títulos sobre peixes, répteis, pássaros e mamíferos, com destaque para a fauna brasiliense – peixes, em cinco volumes.[carece de fontes?]
Sob o pseudônimo Cryptus, entre 1907 e 1908 Miranda-Ribeiro publicou na revista Kosmos a tradução da obra Für Darwin [en], de Fritz Müller.

## Obra
A sua obra mais célebre é "Fauna Brasiliensis – Peixes", que vem a público em 1911 e que ascende a duas mil páginas.[carece de fontes?]
- 1918 - "Dous generos e tres especies novas de peixes Brasileiros determinados nas collecções do Museu Paulista". Revista do Museu Paulista, v. 10: 787–791, 1 pl.
- Miranda Ribeiro, Alipio de; Museu Nacional (Brazil) (1907). Fauna brasiliense. [S.l.]: Rio de Janeiro : Impre. Nacional. Consultado em 12 de janeiro de 2021
- Ribeiro, Alipio de Miranda; Brazil. Comissô de Linhas Telegrficas Estratgicas de Mato Grosso ao Amazonas (1916). A Commissô Rondon e o Museu Nacional; conferencias. [S.l.]: [Rio de Janeiro, L. Macedo. Consultado em 12 de janeiro de 2021